# Abdij van Onze-Lieve-Vrouw van de Vrede

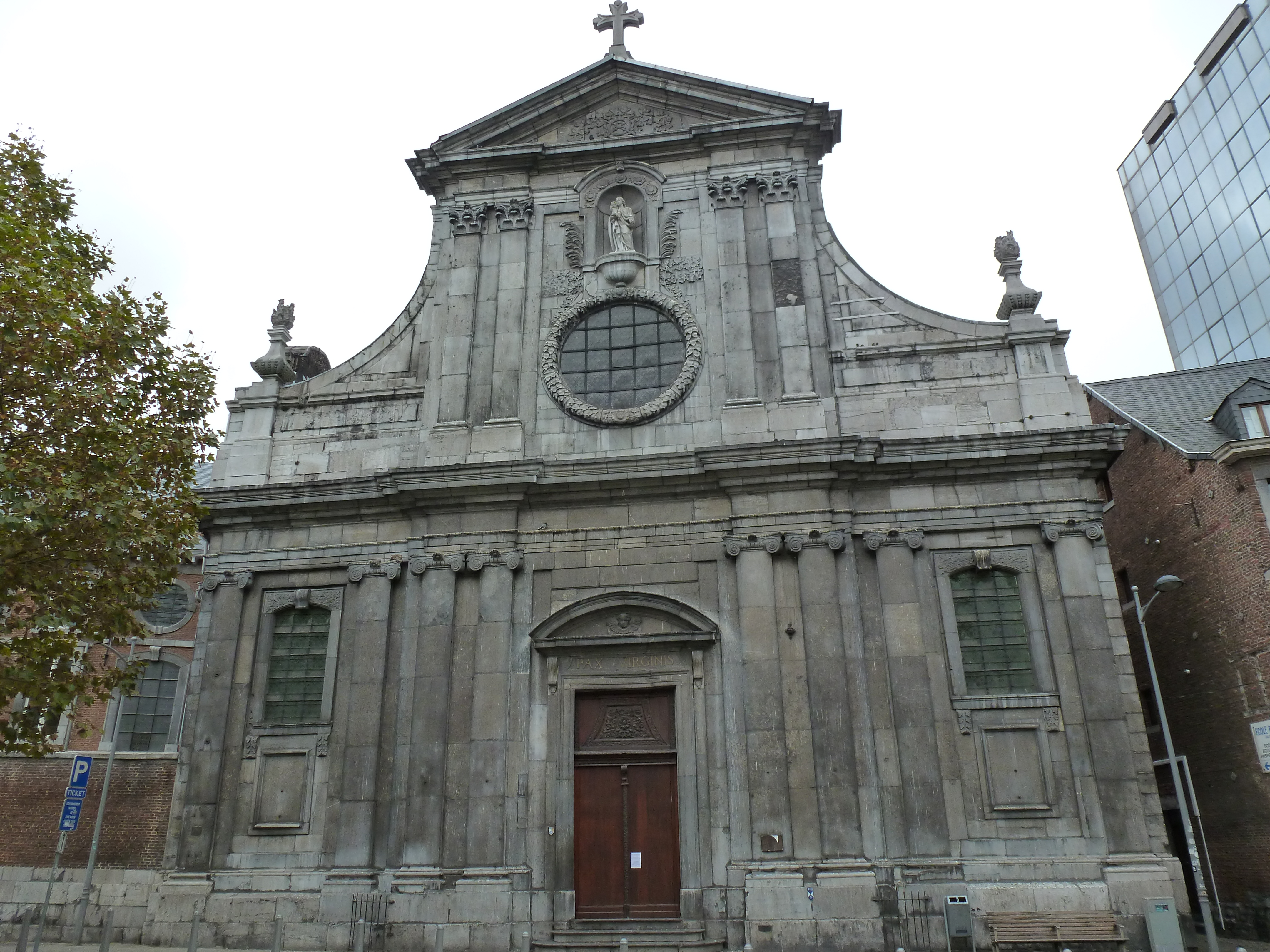
Abdijkerk

De Abdij van Onze-Lieve-Vrouw van de Vrede (Abbaye de la Paix Notre-Dame) is een klooster in de Luikse buurt Avroy, gelegen aan Boulevard d'Avroy 52.

## Geschiedenis
De abdij werd gesticht in 1627 door benedictinessen die uit Namen afkomstig waren. In Namen bevindt zich een gelijknamige abdij. Hoewel de abdij gedurende 45 jaar na eind 18e eeuw, ten gevolge van de Franse tijd, buiten gebruik was, werd ze daarna weer bevolkt en functioneerde ze tot heden (2017).
De abdijgebouwen werden deels ontworpen door de kloosterlinge Aldegonde Desmoulins en gebouwd in de jaren 1677-1699. De abdijkerk werd van 1686-1690 gebouwd naar ontwerp van en onder leiding van dezelfde Aldegonde.

## Kunsthistorisch belang
Naast de natuurstenen voorgevel in barokstijl, zijn ook een aantal kunstwerken in de abdijkerk van belang:
- Sint-Jozef met het Kind en een Engelbewaarder, beelden vervaardigd door Cornelis van der Veken
- Het hoofdaltaar, met beelden van Sint-Benedictus en de Heilige Scholastica door Arnold de Hontoire, van 1690.
- Twee zijaltaren, één met de dood van Benedictus, de ander met de dood van Scholastica, beide door Englebert Fisen.
- Het orgel, gebouwd door Jean-Baptiste Le Picard, van 1737.

Het orgel is geklasseerd in 1983 als Patrimoine exceptionnel de la Région wallonne

## Galerij

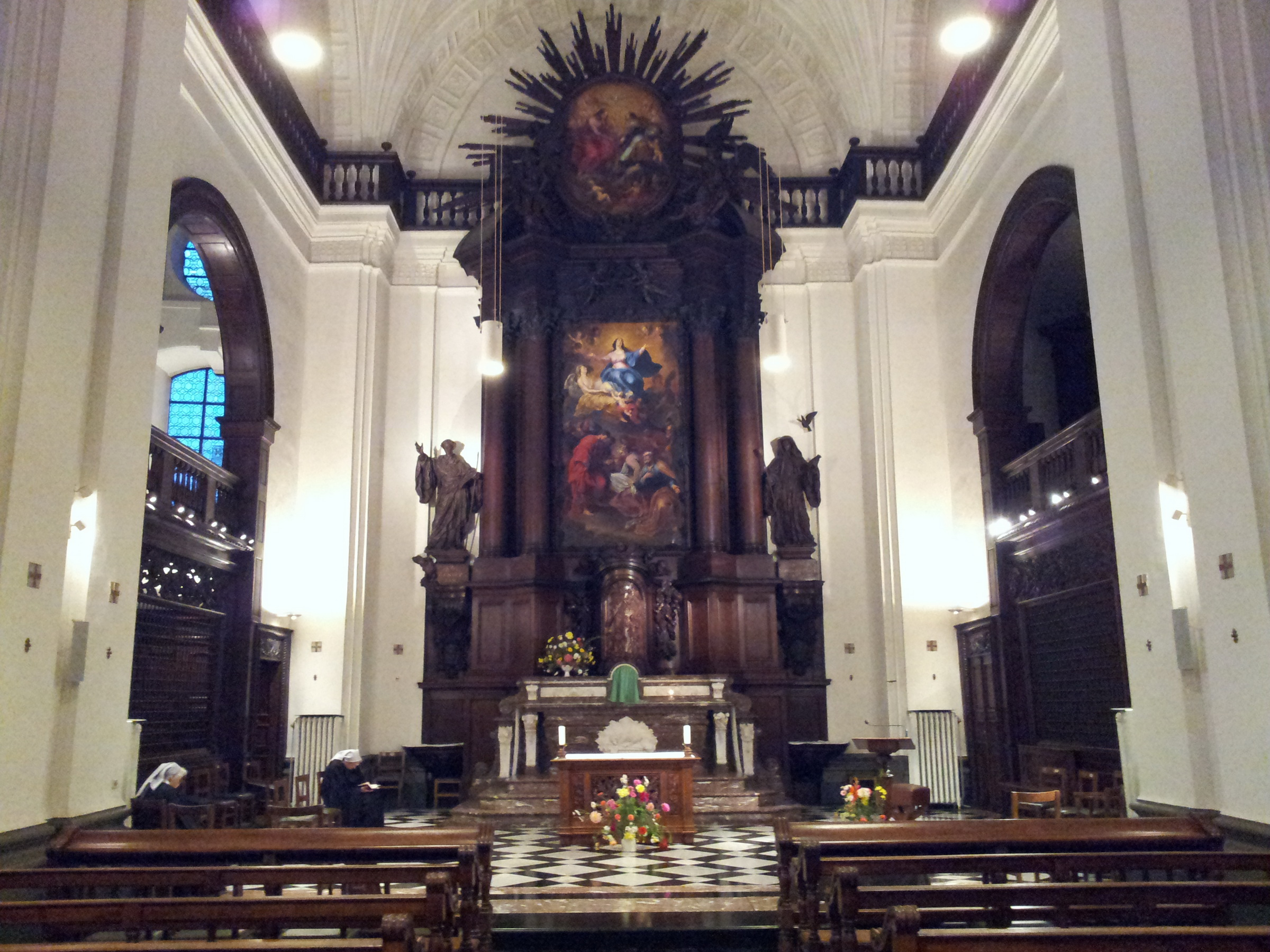
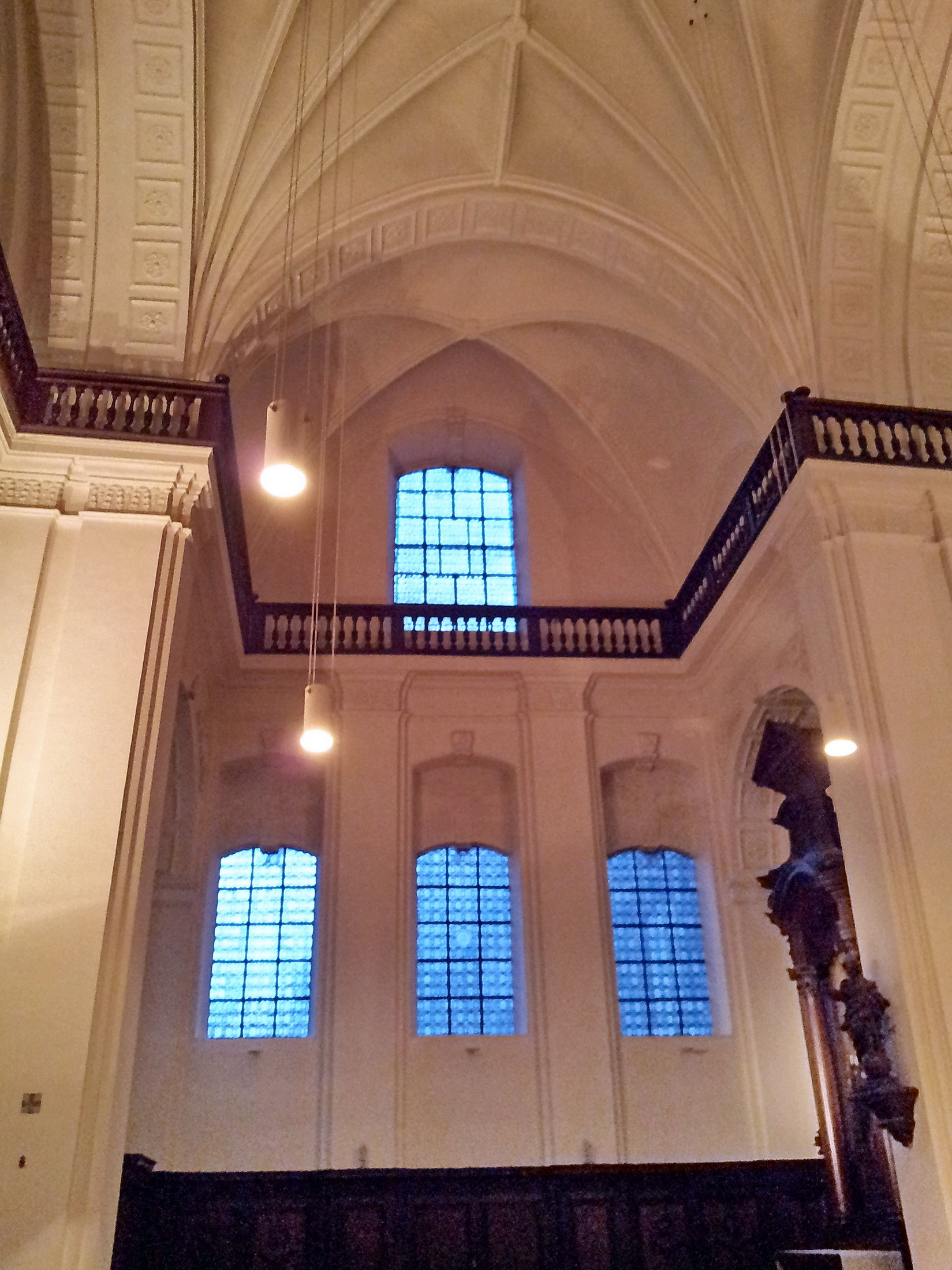
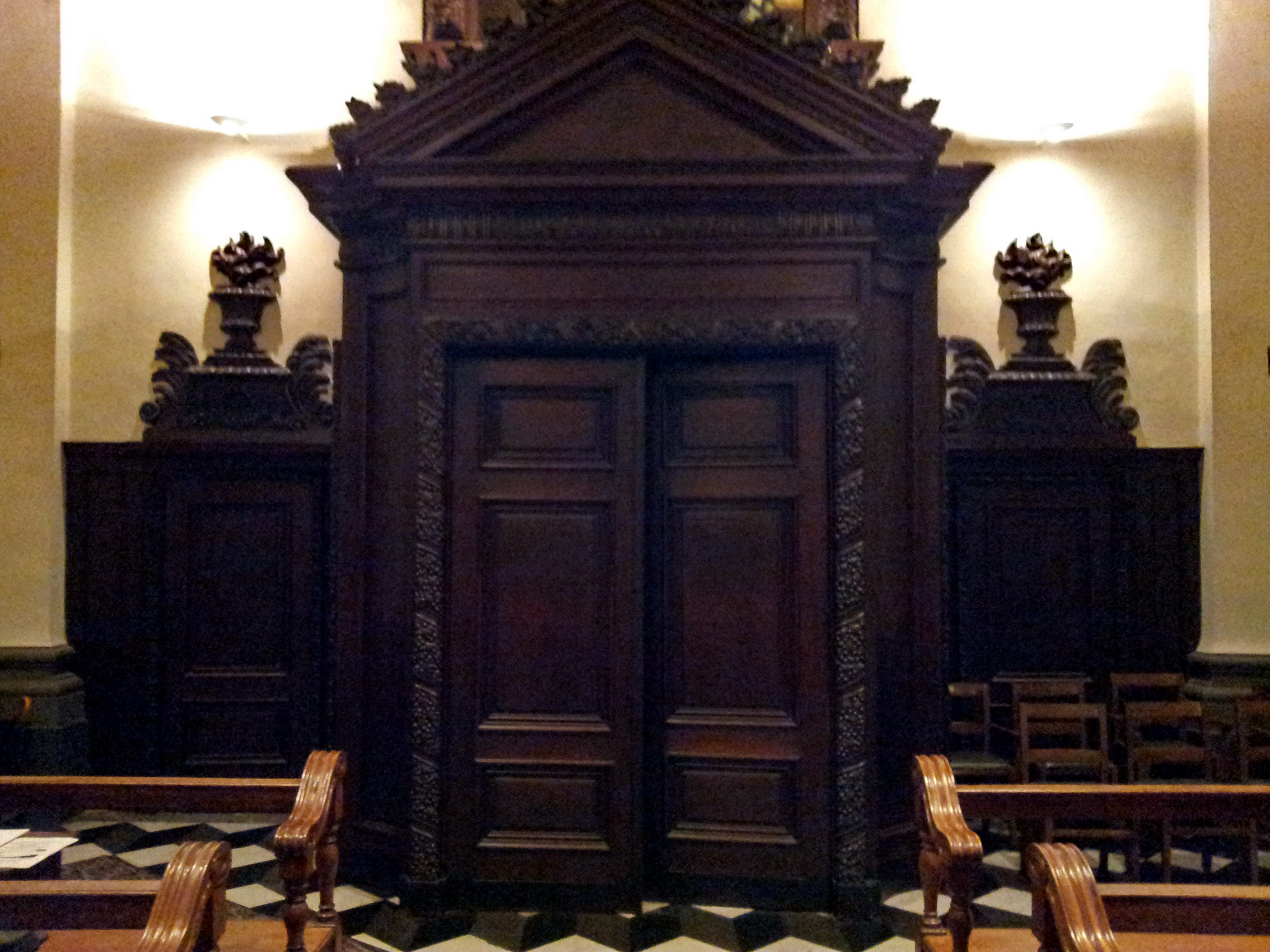
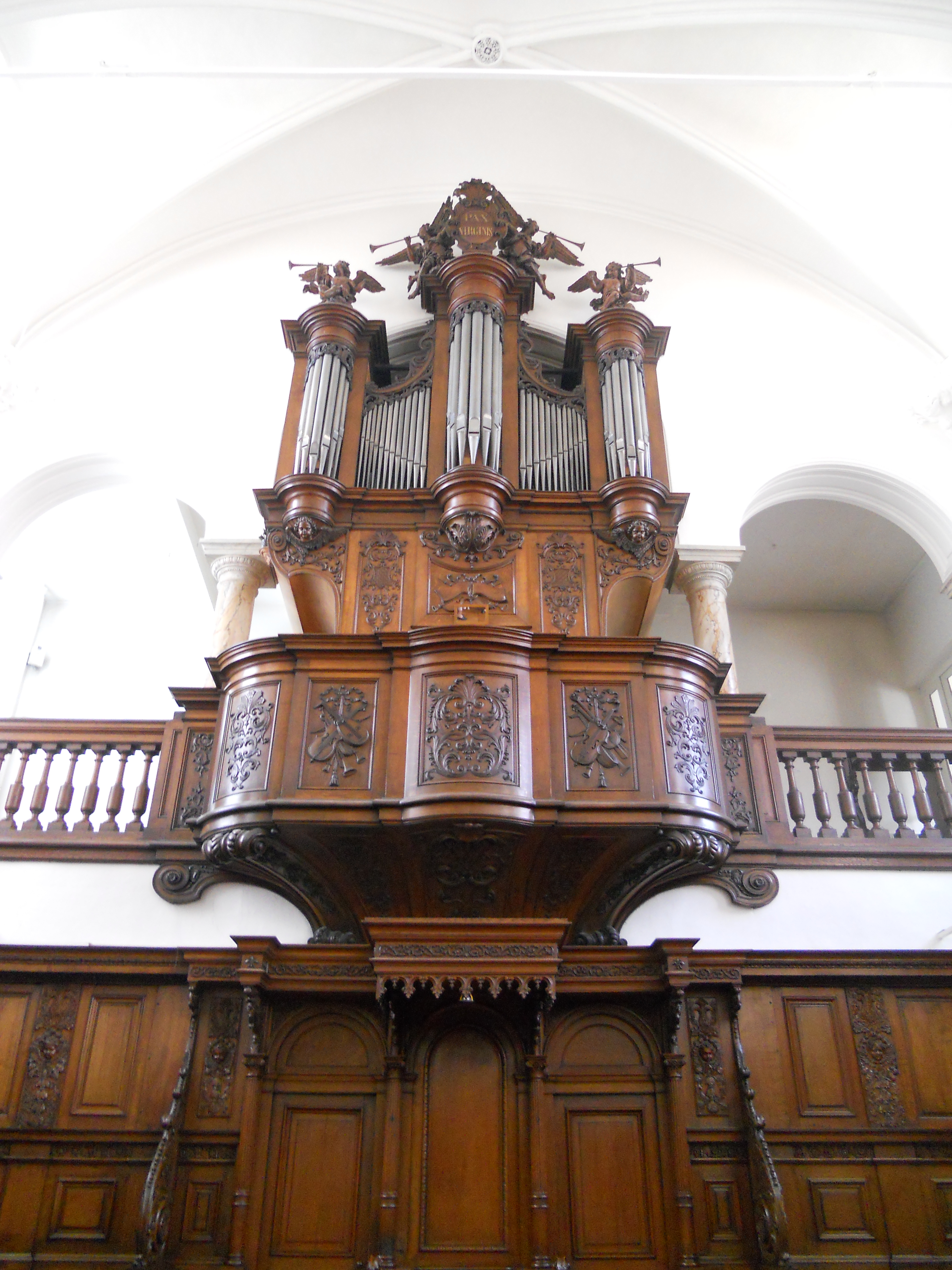
Orgel